# Regenye
Regenye je vas na Madžarskem, ki upravno spada pod podregijo Pécsi Županije Baranja.